# Yoldiella lucida
Yoldiella lucida is een tweekleppigensoort uit de familie van de Yoldiidae. De wetenschappelijke naam van de soort is voor het eerst geldig gepubliceerd in 1846 door Lovén.